# Wellington (Shropshire)
Wellington – miasto w Anglii, w hrabstwie ceremonialnym Shropshire, w dystrykcie (unitary authority) Telford and Wrekin. Leży 17 km na wschód od miasta Shrewsbury i 211 km na północny zachód od Londynu. Miasto liczy 20 430 mieszkańców.